# FO communication
 (novembre 2017).
FO communication (ou FO com) est la fédération des travailleurs du secteur de la communication organisés au sein de la Confédération générale du travail - Force ouvrière. 
Elle a adopté cet intitulé en 2000 et tient son origine de la Fédération syndicaliste des travailleurs des PTT qui était la structure syndicale qui permettait aux salariés des PTT d'adhérer à la confédération Force ouvrière. Comme toutes les organisations syndicales de La Poste et de France Télécom, elle élargit son champ d'action au-delà du périmètre des anciens PTT.

## Notes et références

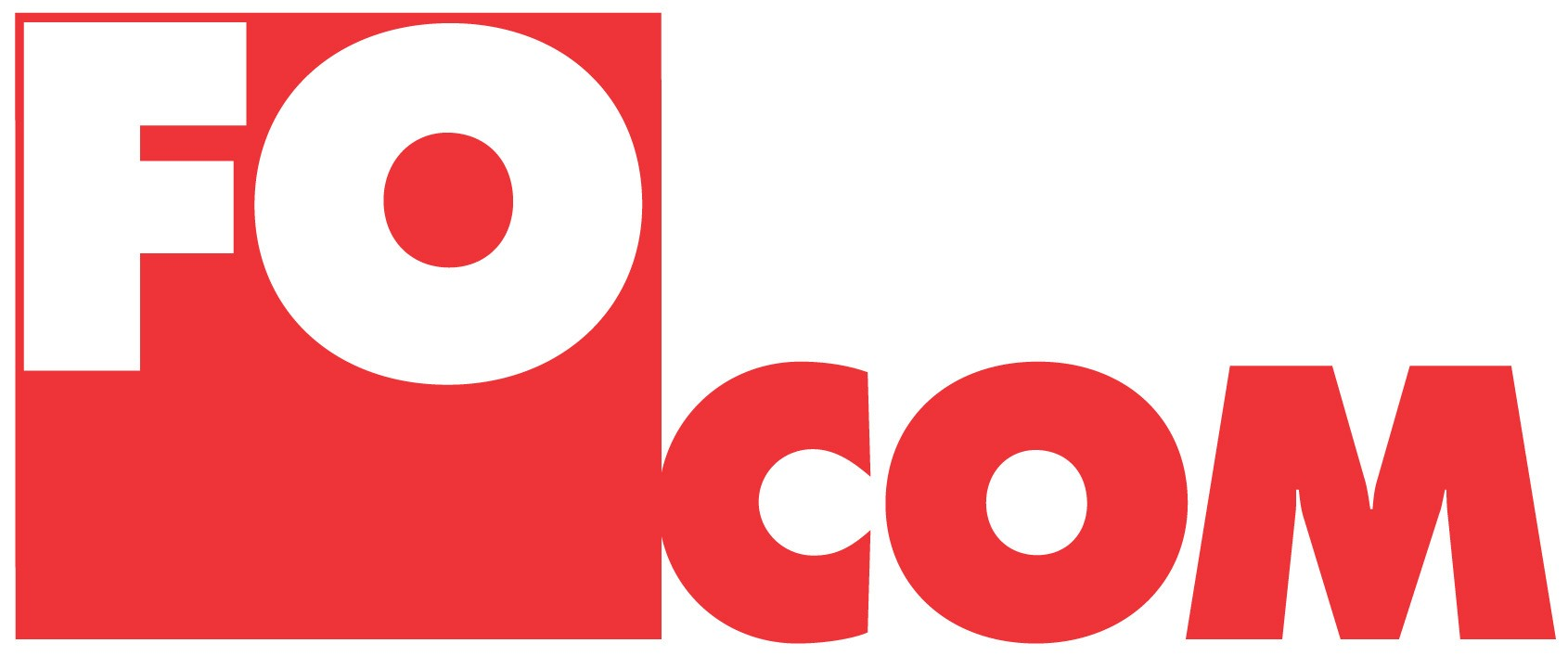
Ancien logo de Fo Communication

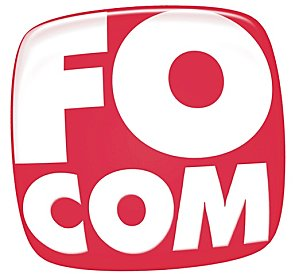
Nouveau logo de Fo Communication